# Dipartimento Central
Il dipartimento Central è il nono dipartimento del Paraguay situato nella parte centrale del paese. Il capoluogo è Areguá, diventato tale effettivamente il 2 luglio 1993. Precedentemente il dipartimento veniva amministrato dalla capitale della nazione, Asunción, di cui il dipartimento comprende l'area circostante e la periferia.

## Divisione politica
Il dipartimento è diviso in 19 distretti: 
| Distretto               | km² | Abitanti (2002) | Fernando de la Mora Luque Limpio Capiatá Mariano Roque Alonso Lambaré San Lorenzo Villa Elisa Ypacaraí Itauguá Areguá Ypané Julián Augusto Saldívar Guarambaré Ñemby San Antonio Villeta Nueva Italia Itá |
| ----------------------- | --- | --------------- | --- |
| Areguá                  | 114 | 44.566          | Fernando de la Mora Luque Limpio Capiatá Mariano Roque Alonso Lambaré San Lorenzo Villa Elisa Ypacaraí Itauguá Areguá Ypané Julián Augusto Saldívar Guarambaré Ñemby San Antonio Villeta Nueva Italia Itá |
| Capiatá                 | 88  | 154.274         | Fernando de la Mora Luque Limpio Capiatá Mariano Roque Alonso Lambaré San Lorenzo Villa Elisa Ypacaraí Itauguá Areguá Ypané Julián Augusto Saldívar Guarambaré Ñemby San Antonio Villeta Nueva Italia Itá |
| Fernando de la Mora     | 20  | 113.560         | Fernando de la Mora Luque Limpio Capiatá Mariano Roque Alonso Lambaré San Lorenzo Villa Elisa Ypacaraí Itauguá Areguá Ypané Julián Augusto Saldívar Guarambaré Ñemby San Antonio Villeta Nueva Italia Itá |
| Guarambaré              | 30  | 16.687          | Fernando de la Mora Luque Limpio Capiatá Mariano Roque Alonso Lambaré San Lorenzo Villa Elisa Ypacaraí Itauguá Areguá Ypané Julián Augusto Saldívar Guarambaré Ñemby San Antonio Villeta Nueva Italia Itá |
| Itá                     | 182 | 50.391          | Fernando de la Mora Luque Limpio Capiatá Mariano Roque Alonso Lambaré San Lorenzo Villa Elisa Ypacaraí Itauguá Areguá Ypané Julián Augusto Saldívar Guarambaré Ñemby San Antonio Villeta Nueva Italia Itá |
| Itauguá                 | 126 | 60.601          | Fernando de la Mora Luque Limpio Capiatá Mariano Roque Alonso Lambaré San Lorenzo Villa Elisa Ypacaraí Itauguá Areguá Ypané Julián Augusto Saldívar Guarambaré Ñemby San Antonio Villeta Nueva Italia Itá |
| Julián Augusto Saldívar | 32  | 37.374          | Fernando de la Mora Luque Limpio Capiatá Mariano Roque Alonso Lambaré San Lorenzo Villa Elisa Ypacaraí Itauguá Areguá Ypané Julián Augusto Saldívar Guarambaré Ñemby San Antonio Villeta Nueva Italia Itá |
| Lambaré                 | 27  | 119.795         | Fernando de la Mora Luque Limpio Capiatá Mariano Roque Alonso Lambaré San Lorenzo Villa Elisa Ypacaraí Itauguá Areguá Ypané Julián Augusto Saldívar Guarambaré Ñemby San Antonio Villeta Nueva Italia Itá |
| Limpio                  | 110 | 73.158          | Fernando de la Mora Luque Limpio Capiatá Mariano Roque Alonso Lambaré San Lorenzo Villa Elisa Ypacaraí Itauguá Areguá Ypané Julián Augusto Saldívar Guarambaré Ñemby San Antonio Villeta Nueva Italia Itá |
| Luque                   | 152 | 185.127         | Fernando de la Mora Luque Limpio Capiatá Mariano Roque Alonso Lambaré San Lorenzo Villa Elisa Ypacaraí Itauguá Areguá Ypané Julián Augusto Saldívar Guarambaré Ñemby San Antonio Villeta Nueva Italia Itá |
| Mariano Roque Alonso    | 40  | 65.229          | Fernando de la Mora Luque Limpio Capiatá Mariano Roque Alonso Lambaré San Lorenzo Villa Elisa Ypacaraí Itauguá Areguá Ypané Julián Augusto Saldívar Guarambaré Ñemby San Antonio Villeta Nueva Italia Itá |
| Ñemby                   | 29  | 71.909          | Fernando de la Mora Luque Limpio Capiatá Mariano Roque Alonso Lambaré San Lorenzo Villa Elisa Ypacaraí Itauguá Areguá Ypané Julián Augusto Saldívar Guarambaré Ñemby San Antonio Villeta Nueva Italia Itá |
| Nueva Italia            | 386 | 8.525           | Fernando de la Mora Luque Limpio Capiatá Mariano Roque Alonso Lambaré San Lorenzo Villa Elisa Ypacaraí Itauguá Areguá Ypané Julián Augusto Saldívar Guarambaré Ñemby San Antonio Villeta Nueva Italia Itá |
| San Antonio             | 23  | 37.795          | Fernando de la Mora Luque Limpio Capiatá Mariano Roque Alonso Lambaré San Lorenzo Villa Elisa Ypacaraí Itauguá Areguá Ypané Julián Augusto Saldívar Guarambaré Ñemby San Antonio Villeta Nueva Italia Itá |
| San Lorenzo             | 56  | 204.356         | Fernando de la Mora Luque Limpio Capiatá Mariano Roque Alonso Lambaré San Lorenzo Villa Elisa Ypacaraí Itauguá Areguá Ypané Julián Augusto Saldívar Guarambaré Ñemby San Antonio Villeta Nueva Italia Itá |
| Villa Elisa             | 18  | 53.166          | Fernando de la Mora Luque Limpio Capiatá Mariano Roque Alonso Lambaré San Lorenzo Villa Elisa Ypacaraí Itauguá Areguá Ypané Julián Augusto Saldívar Guarambaré Ñemby San Antonio Villeta Nueva Italia Itá |
| Villeta                 | 868 | 22.429          | |
| Ypacaraí                | 111 | 18.530          | |
| Ypané                   | 53  | 25.421          | |

## Geografia fisica
Il territorio è attraversato dai rilievi della Serranía de los Altos e dal fiume Paraguay; vi si trovano inoltre alcuni laghi, come l'Ypoá e l'Ypacaraí.

### Confini
Il territorio dipartimentale confina a nord con i dipartimenti di Cordillera e Presidente Hayes, a est con il dipartimento di Paraguarí a sud con il dipartimento di Ñeembucú; ad ovest il fiume Paraguay lo separa dal dipartimento di Presidente Hayes e dall'Argentina.

## Storia
La storia del dipartimento Central è strettamente connessa a quella di Asunción, il più antico insediamento stabile nella storia della colonizzazione del Río de la Plata; nella zona si incrociarono riduzioni gesuite, forti militari, colonie agricole. Nel 1992 la capitale fu separata dal dipartimento, che assunse come proprio capoluogo la città di Areguá.

## Economia
L'attività economica prevalente è l'industria; vi si trova infatti più di metà delle imprese manifatturiere censite in Paraguay. Esistono numerose industrie alimentari e di produzione di mobili in legno, fabbriche chimiche, farmaceutiche, ceramiche, tessili. L'agricoltura offre eccellenze nella coltivazione di prodotti come il pomodoro e le fragole; particolare importanza riveste anche l'allevamento, specialmente avicolo e bovino.